# Treno 8017 (romanzo)
Treno 8017 è un romanzo dello scrittore Alessandro Perissinotto, pubblicato per la prima volta nel 2003 dalla casa editrice Sellerio di Palermo.
Poliziesco «all'italiana» ambientato nella Torino del 1946, narra di Adelmo Baudino, poliziotto ferroviario ex partigiano ingiustamente epurato che scopre una serie di assassini tra i suoi colleghi ferrovieri, in una scia di sangue che da Torino attraversa tutta la penisola. Il racconto prende spunto dalla sciagura del treno merci speciale 8017 del 3 marzo 1944, in cui persero la vita oltre cinquecento persone.

## Edizioni
- Treno 8017, Palermo, Sellerio Editore, 2003, 227 pp.